# Кресс, Нейтан
Не́йтан Карл Кресс (англ. Nathan Karl Kress; род. 18 ноября 1992, Глендейл, Калифорния, США) — американский актёр,  наиболее известный по роли Фредди Бенсона в телесериале «АйКарли».

## Ранние годы
Нейтан Кресс родился 18 ноября 1992 года в Глендейле, штат Калифорния. У него есть два старших брата, Эндрю (род. 23 октября 1987 года) и Кевин (род. 30 мая 1990 года), но никто из них не причастен к шоу-бизнесу.
Нейтан начал свою профессиональную карьеру в возрасте четырёх лет, когда проявился его талант к запоминанию и воспроизведению шоу, которые он видел по телевизору. Это побудило его мать отправить его на кастинг, где он подписал контракт с агентом.
В течение следующих трёх лет Нейтан был моделью для различной печатной рекламы, а также выступал в многочисленных рекламных роликах и озвучивал роли. Наиболее заметной из них была озвучка героев в фильме «Бэйб: Поросёнок в городе» в 1998 году. В шесть лет Нейтан Кресс решил взять перерыв в съемках и вернуться в школу. В течение следующих пяти лет он вел относительно «нормальную» жизнь, пока в 11 лет не решил возвратиться к профессии актёра.
По состоянию на февраль 2011 года Кресс заканчивал выпускной класс средней школы и надеялся поступить в Калифорнийский университет в Лос-Анджелесе, альма-матер своего отца. Во время съёмок сериала «АйКарли» Кресс обучался на съемочной площадке со своими коллегами по фильму Мирандой Косгроув и Дженнет Маккарди, а также обучался на дому по выходным или во время перерыва в съёмках шоу.

## Благотворительная деятельность
Кресс работает с различными благотворительными организациями, включая The Big Green Help, Make-A-Wish Foundation и The Starlight Children's Foundation.
Летом 2003 года Кресс и его семья посетили Литву с христианской миссионерской организацией «Молодёжь с миссией», где пожертвовали деньги на строительство домов для нуждающихся.

## Личная жизнь
29 мая 2015 года обручился со своей девушкой актрисой Лондон Элис Мур. Пара поженилась 15 ноября 2015 года в Лос-Анджелесе. У супругов трое детей: дочери Рози Кэролин Кресс (род. 21 декабря 2017) и Иви Элис Кресс (20 марта 2021) и сын Линкольн Уилльям Кресс (род. июнь 2023).
Кресс — христианин-евангелист; по его словам, он чувствует ответственность за то, что может быть образцом для подражания для молодых фанатов.

## Фильмография
| Год       |     | Русское название                   | Оригинальное название           | Роль                |
| --------- | --- | ---------------------------------- | ------------------------------- | ------------------- |
| 1998      | ф   | Бэйб: Поросёнок в городе           | Babe: Pig in the City           | Изи / щенок         |
| 2005      | кор |                                    | Pickled                         | младший брат        |
| 2005      | мф  | Цыплёнок Цыпа                      | Chicken Little                  | различные персонажи |
| 2005      | с   | Доктор Хаус                        | House, M.D.                     | Скотт               |
| 2005—2006 | с   | Джимми Киммел в прямом эфире       | Jimmy Kimmel Live!              | герои скетчей       |
| 2006      | мс  | Школа Сюрикен                      | Shuriken School                 | Эйзан               |
| 2006      | с   | Переговорщики                      | Standoff                        | Мэтт в детстве      |
| 2007      | с   | Без следа                          | Without a Trace                 | Барри в детстве     |
| 2007      | кор |                                    | Magnus, Inc.                    | Джейкоб             |
| 2007      | кор |                                    | Bag                             | Альберт             |
| 2007      | с   | Всё тип-топ, или Жизнь Зака и Коди | The Suite Life of Zack & Cody   | Джейми              |
| 2007      | с   | Дрейк и Джош                       | Drake & Josh                    | Топлин              |
| 2007      | с   | Девять месяцев из жизни            | Notes from the Underbelly       | Эндрю в молодости   |
| 2007—2012 | с   | АйКарли                            | iCarly                          | Фредди Бенсон       |
| 2008      | тф  | Учитель физкультуры                | Gym Teacher: The Movie          | Роланд              |
| 2008      | тф  | iCarly: Летим в Японию             | iCarly: iGo to Japan            | Фредди Бенсон       |
| 2010      | с   | C.S.I.: Место преступления         | CSI: Crime Scene Investigation  | Мэйсон Уорд         |
| 2010      | тф  | 7 тайн с Мирандой Косгроув         | 7 Secrets with Miranda Cosgrove | Фредди              |
| 2010      | с   | Тру Джексон                        | True Jackson, VP                | Прайнс Габриэль     |
| 2010      | мс  | Пингвины из Мадагаскара            | The Penguins of Madagascar      | Роланд              |
| 2011      | с   | Виктория-победительница            | Victorious                      | зритель             |
| 2011      | мф  | Снежок                             | Floquet de Neu                  | Элвис               |
| 2011      | тф  | Игра твоей жизни                   | Game of Your Life               | Филлип              |
| 2013      | с   | Мистер Янг                         | Mr. Young                       | Пит                 |
| 2012—2014 | с   | Высшая школа видеоигр              | Video Game High School          | «Новый Закон»       |
| 2014      | с   | Сэм и Кэт                          | Sam & Cat                       | Фредди Бенсон       |
| 2014      | с   | Гавайи 5.0                         | Hawaii Five-0                   | Джейк Килоха        |
| 2014      | ф   | Навстречу шторму                   | Into the Storm                  | Трей                |
| 2016      | ф   | Расскажи мне, как я умру           | Tell Me How I Die               | Дэн                 |
| 2021—2023 | с   | Возвращение АйКарли                | iCarly                          | Фредди Бенсон       |